# Навахо (език)
Навахо (самоназвание: Diné bizaad или Naabeehó bizaad) е южноатабаски език от семейството на-дене, чрез което е свързан с езиците, говорени в западните части на Северна Америка. Роден език е на индианците навахо. Говори се основно в Югозапада на САЩ, особено в политическата зона Навахо нейшън. Това е един от най-широко говорените индиански езици. Към 2011 г. се говори от почти 170 000 души. Езикът се бори да поддържа стабилна основа от говорещи, въпреки че този проблем до известна степен е облекчен от обширните образователни програми в Навахо нейшън.
Езикът има голям набор от фонеми и включва няколко съгласни, които не присъстват в английския. Четирите основни гласни се различават по назалност, квантитет и тон. Има както аглутинативни, така и флективни елементи: разчита на наставки за изменяне на глаголи, а съществителните обикновено се създават от няколко морфеми, но и в двата случая морфемите се слепват непоследователно и отвъд лесното разпознаване. Основният словоред е подлог-допълнение-сказуемо, въпреки че е доста гъвкав. Глаголите притежават вид и наклонение и им се дават представки за род и число както за подлога, така и за допълнението.
Правописът на езика, който е развит към края на 30-те години на XX век след ред предишни опити, се основава на латиницата. По-голямата част от речника на навахо е с атабаски произход, тъй като езикът е консервативен откъм заемки.

## История
Южните атабаски езици, към които принадлежи навахо, вероятно навлизат в Югоизтока на САЩ от север към 1500 г., като преминават през Албърта и Уайоминг. През 1936 г. лингвистът Едуард Сапир показва как пристигането на индианците навахо в новия сух климат оказва влияние на езика им. Например думата на навахо за царевица е nà:-dą: и произлиза от протоатабаски корен, означаващ „враг“ и „храна“, което предполага, че навахо първоначално смятат царевицата за „храна на врага“, когато пристигат сред местните народи пуебло.

### Колонизация и упадък
Земите на навахо първоначално са колонизирани от испанците в началото на 19 век, малко след като територията е анексирана като част от тогавашната испанска колония Мексико. Когато САЩ придобиват земите през 1848 г. след Мексиканско-американската война, английскоговорещите заселници позволяват на децата навахо да ходят в училищата им. В някои случаи САЩ основава отделни училища за навахо и други индиански деца. Към края на 18 век се строят пансиони, често управлявани от религиозни мисионерски групи. В опит да се акултуризират децата, училищните власти настояват те да се научат да говорят английски и да практикуват християнство. Учениците, които са говорели навахо, са били наказвани. Впоследствие, когато тези ученици порастват и има деца, те често не ги учат на навахо, за да не бъдат наказвани.
През Втората световна война правителството на САЩ наема говорещи навахо, за да бъдат радисти-шифровчици, които да изпращат свръхсекретни военни съобщения по телефон и радио чрез код, базиран на навахо. Езикът се смятал за идеален за тази цел, поради граматиката си, която силно се различава от немската и японската, и защото няма публикувани речници на навахо по това време.
Въпреки че набира ново образователно внимание и бива документиран, езикът продължава да отпада от употреба. Една причина за това е радиопредаването на английско радио в индианските региони. Допълнително, федералните закони, приети през 1950-те години, водят до широко разпространение на английския в навахо училищата.

### Съживяване и текущо състояние
През 1968 г. президентът на САЩ Линдън Джонсън подписва Закон за двуезичното образование, който предоставя средства за обучаването на млади ученици, които не говорят английски като майчин език. Законът е предвиден основно за испаноговорещите деца, в частност мексиканските американци, но се прилага към всички признати езикови малцинства. Много индиански племена използват възможността да основат техни собствени двуезични образователни програми. Въпреки това, квалифицираните учители, които владеят коренните езици добре, са малко и тези програми се оказват като цяло неуспешни.
Все пак, данни, събрани през 1980 г., показват, че 85% от навахо първокласниците говорят два езика, в сравнение с 62% за навахо от всички възрастови групи. Това е ранно доказателство за съживяване на традиционния език сред младите хора. През 1984 г., с цел противопоставяне на упадъка на езика, Националният съвет на Навахо постановява, че езикът навахо ще бъде наличен за ученици от всички класове в училищата в Навахо нейшън. Усилията са подпомогнати от факта, че навахо е един най-добре документираните индиански езици.
През 2013 г. филмът Междузвездни войни е преведен на навахо. Това е първият голям филм, преведен на индиански език.

## Правопис
Ранни опити за навахо правопис са направени към края на 19 и началото на 20 век. Един такъв опит се основава на латиницата, в частност английския вариант плюс някои арабски букви. Антрополозите се затрудняват от факта, че в навахо присъстват няколко звука, които ги няма в английския. В края на краищата, днешният навахо правопис е разработен между 1935 и 1940 г. Първата пишеща машина на навахо е разработена за вестник на навахо и речник, създадени през 1940-те години. Идването на първите компютри през 1960-те години носи със себе си и нуждата от специален шрифт за изписване на навахо текстове и така първият навахо шрифт е създаден през 1970-те години. Виртуални клавиатури на навахо са налични за iOS от ноември 2012 г. и за Android от август 2013 г.
Към 2017 г. няма Уникод шрифт, който правилно да приспособява правописа на навахо. Гугъл работят да поправят това чрез Ното.
| ’  | a  | á  | ą  | ą́  | aa | áá  | ąą | ą́ą́ | b | ch  | ch’ | d | dl | dz | e  | é  | ę  | ę́  | ee | éé | ęę | ę́ę́ | g   | gh  | h   | hw  | i    | í   | į   | į́ | ii |
| ʔ  | ɑ  | ɑ́  | ɑ̃  | ɑ̃́  | ɑː | ɑ́ː  | ɑ̃ː | ɑ̃́ː | p | tʃʰ | tʃ’ | t | tˡ | ts | e  | é  | ẽ  | ẽ́  | eː | éː | ẽː | ẽ́ː | k   | ɣ   | h/x | xʷ  | ɪ    | ɪ́   | ɪ̃   | ɪ̃́ | ɪː |
| íí | įį | į́į́ | j  | k  | k’ | kw  | l  | ł  | m | n   | o   | ó | ǫ  | ǫ́  | oo | óó | ǫǫ | ǫ́ǫ́ | s  | sh | t  | t’ | tł  | tł’ | ts  | ts’ | w    | x   | y   | z | zh |
| ɪ́ː | ɪ̃ː | ɪ̃́ː | tʃ | kx | k’ | kxʷ | l  | ɬ  | m | n   | o   | ó | õ  | ṍ  | oː | óː | õː | ṍː | s  | ʃ  | tx | t’ | tɬʰ | tɬ’ | tsʰ | ts’ | w/ɣʷ | h/x | j/ʝ | z | ʒ  |

## Примерен текст
Това е първият абзац от кратка навахо история.
Навахо в оригинал: Ashiiké tʼóó diigis léiʼ tółikaní łaʼ ádiilnííł dóó nihaa nahidoonih níigo yee hodeezʼą́ jiní. Áko tʼáá ałʼąą chʼil naʼatłʼoʼii kʼiidiilá dóó hááhgóóshį́į́ yinaalnishgo tʼáá áłah chʼil naʼatłʼoʼii néineestʼą́ jiní. Áádóó tółikaní áyiilaago tʼáá bíhígíí tʼáá ałʼąą tłʼízíkágí yiiʼ haidééłbįįd jiní. Háadida díí tółikaní yígíí doo łaʼ ahaʼdiidził da, níigo ahaʼdeetʼą́ jiníʼ. Áádóó baa nahidoonih biniiyé kintahgóó dah yidiiłjid jiníʼ ...
Български превод: Някои луди момчета решиха да направят малко вино за продан, затова всяко от тях засади лозя и, работейки усилено върху тях, ги отгледаха докато узреят. След това, вече направили вино, те го напълниха в кози кожи. Те се съгласиха, че никога няма да си дават един на друг да пият от него, а след това тръгнаха към града, носейки козите кожи на гърбовете си...